# Cheirostylis gunnarii
Cheirostylis gunnarii är en orkidéart som beskrevs av A.Nageswara Rao. Cheirostylis gunnarii ingår i släktet Cheirostylis och familjen orkidéer.
Artens utbredningsområde är Arunachal Pradesh. Inga underarter finns listade i Catalogue of Life.